# ソフロロジー
ソフロロジー（英語：Sophrology）とは、インドの修行法ヨーガに基づいた心身を落ち着かせる技術である。
ストレス対策、睡眠障害などの精神疾患、アスリートの訓練、出産などに活用されている。

## 歴史
1960年代に、退役軍人のPTSDを治療する方法を模索していたスペインに住む神経精神科医アルフォンソ・カイセドによって開発された。

## 語源
「調和した精神の研究」の意で、ギリシャ語の「sos」（調和）と「phren」（精神）、学問を意味する接尾辞-logyを組み合わせた造語である。